# Henry Edward Armstrong

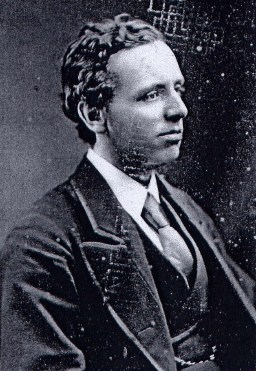
Henry Edward Armstrong

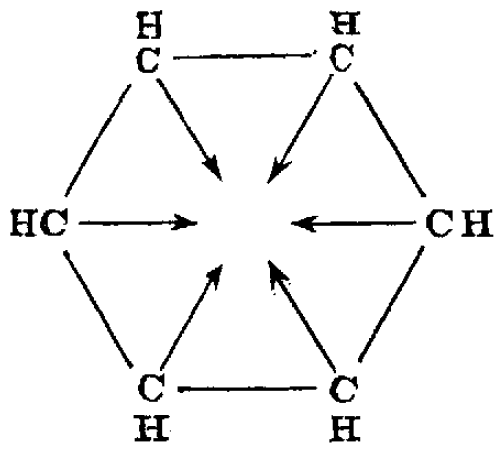
Armstrongs historische Benzolformel (Original)

Henry Edward Armstrong (* 6. Mai 1848 in Lewisham, London; † 13. Juli 1937 ebenda) war ein englischer Chemiker.

## Leben
Er war Sohn von Richard Armstrong. Von 1859 bis 1864 besuchte Armstrong die Colfe’s School in London. Danach studierte er am Royal College of Chemistry bei Hofmann und Frankland und dann bei Carl Kolbe in Leipzig. 1869 wurde er zum Dr. phil. promoviert und wurde dann Dozent für Chemie am St Bartholomew’s Hospital.
Armstrong war ab 1871 Professor für Chemie an der London Institution. Er wurde Assistant Examiner in Chemistry an der Universität London. 1911 wurde er gezwungen, als Professor der Chemie am Central Technological College zurückzutreten. Ab 1914 war er als freischaffender Chemiker tätig.
Von 1875 bis 1893 war er Sekretär der Chemical Society, 1894/95 deren Präsident und danach Vizepräsident. 1876 wurde er Mitglied der Royal Society.
Armstrong heiratete 1877 Frances Lavers. Sein Sohn Edward Frankland Armstrong (1878–1945) war ebenfalls Chemiker und Mitglied in der Royal Society.
Armstrong verstarb 1937 und wurde im Golders Green Crematorium feuerbestattet.
Er untersuchte die Natur der Bindungen im Benzolmolekül und veröffentlichte 1887 eine zentrische Benzolformel (Armstrong-Baeyersche Benzolformel). Außerdem lieferte er bedeutende Arbeiten über Terpene, Campher und deren Derivate sowie zur Chemie des Naphthalins und zur Entwicklung der synthetischen Farbstoffe. 1888 entwickelte er die Chinontheorie der Farbigkeit, nach der nur Substanzen, die chinoide Systeme ausbilden können, farbig sind.

## Ehrungen und Ämter
Armstrong wurde 1876 als Mitglied (“Fellow”) in die Royal Society aufgenommen, die ihm 1911 die Davy-Medaille verlieh. 1885 war er Präsident der British Association. 1916 wurde er zum korrespondierenden Mitglied der Russischen Akademie der Wissenschaften gewählt, 1932 wurde er Ehrenmitglied. Seit 1934 war er Ehrenmitglied (Honorary Fellow) der Royal Society of Edinburgh.